# Mark (Gelderland)
Mark is een buurtschap in de Nederlandse gemeente West Betuwe, gelegen in de provincie Gelderland. De buurtschap maakt deel uit van de bebouwde kom van Meteren en ligt enkele honderden meters ten zuiden van de dorpskern van dit dorp. Mark wordt gevormd door de straat Mark, die in adressen Mark Meteren, Meterse Mark of Neerijnense Mark moet worden genoemd. Ook komen aan beide zijden van de straat dezelfde huisnummers voor, omdat de straat in twee gemeenten ligt en verschillende straatnamen kent. Per 1 januari 2019 zijn beide gemeenten samengevoegd tot de nieuwe gemeente West Betuwe. De buurtschap Mark wordt van Meteren afgesneden door de rijksweg A15.
Hoofdplaats: Geldermalsen

Steden: Asperen · Heukelum

Dorpen: Acquoy · Beesd · Buurmalsen (deels) · Deil · Enspijk · Est · Gellicum · Haaften · Heesselt · Hellouw · Herwijnen · Meteren · Neerijnen · Ophemert · Opijnen · Rhenoy · Rumpt · Spijk · Tricht · Tuil · Varik · Vuren · Waardenburg

Buurtschappen: Benedeneind · Boveneind · Diefdijk · Friezenwijk · Hattelaar · Hucht · Kerkeneind · Leuven · Mark · Pijpekast · 't Rot · Snelleveld · Vogelswerf · Zennewijnen (deels)

Gelderland: Steden en dorpen in Gelderland      Nederland: Provincies · Gemeenten